# Az őrület határán
Az őrület határán (eredeti cím: The Thin Red Line) 1998-as amerikai háborús dráma James Caviezel és Nick Nolte főszereplésével.
A film Terrence Malick rendező visszatérését jelentette a filmkészítéshez, 20 éves kihagyás után. Ő írta a forgatókönyvet, James Jones 1962-es The Thin Red Line című regénye alapján. A cím jelentése: „vékony vörös vonal”, ez arra utal, hogy az őrületet és az értelmet csak egy vékony vonal választja el.
A film nagyszámú és neves szereplőgárdát vonultat fel. A kisebb szerepekben és cameo-megjelenésekben is olyan színészeket lehet látni, mint Sean Penn, Adrien Brody, George Clooney, John Cusack, Jared Leto, John Savage, Woody Harrelson, John C. Reilly és John Travolta.
A film első vágása 7 hónapot vett igénybe, ekkor a film hossza mintegy 5 óra volt. A bemutatott változatból teljesen kivágtak olyan színészeket, mint Billy Bob Thornton, Martin Sheen, Gary Oldman, Bill Pullman, Lukas Haas, Jason Patric, Viggo Mortensen és Mickey Rourke. A film hossza így 2 óra 50 percre csökkent.
A film zenéjét Hans Zimmer szerezte, közreműködtek még John Powell és John Toll.
A film az Egyesült államokban nem volt sikeres, de nemzetközileg mérsékelten sikeresnek számít. 52 millió amerikai dolláros költségvetésével szemben összbevétele 98 millió USD volt.
A kritikák általában jók voltak. A filmet hét Oscar-díjra jelölték, ezek: legjobb film, legjobb rendezés, legjobb forgatókönyv, legjobb fényképezés, legjobb vágás, legjobb eredeti filmzene, legjobb hangkeverés.
Elnyerte az Arany Medve díjat az 1999-es Berlini Filmfesztiválon.

## Történet
A történet 1942-ben az amerikaiak és a japánok közti egyik véres csatáról szól, mely később Guadalcanali hadjárat néven vált ismertté, ami az azonos nevű kis csendes-óceáni sziget repülőterének birtoklásáért folyt.
A film elején Witt közlegény (Jim Caviezel) egyik társával egy paradicsomi megjelenésű kicsiny és békés csendes-óceáni szigeten él a helyi melanéz bennszülöttekkel együtt, miután dezertált a csapatától. Egyik nap azonban megjelenik egy amerikai cirkáló, és elfogják.
Welsh főtörzsőrmester (Sean Penn) barátságosan kihallgatja, és nyilvánvalóvá válik, hogy Witt legszívesebben otthagyná a hadsereget, erre azonban nincs mód. Welsh jóindulatán múlik, hogy nem az első vonalba kerül, hanem betegszállító lesz a harctéren (ami ugyanolyan veszélyes beosztás). Witt könnyedén veszi a feladatát, mert hite szerint az ember nem hal meg valójában, csak egy másik helyre kerül. Ezért később is szívesen marad a haldoklók mellett és jelenlétével próbálja segíteni őket.
A századát erősítésként Guadalcanal szigetéhez vezénylik, ahol azt a feladatot kapják, hogy a szigetet a rajta lévő repülőtér miatt vissza kell foglalniuk a japánoktól. Aki a szigetet birtokolja, az 1000 km-es körzetben a légtér ura lesz, ezért a harc tétje óriási, amiért semmilyen emberi áldozat nem nagy ár.
Hajójuk fedélzetén Quintard tábornok (John Travolta) arról beszél beosztottjának, Tall ezredesnek (Nick Nolte) hogy ő milyen nehéz helyzetben van, mert magasabb szintről állandóan figyelik, az egyforma rangúak pedig a helyébe igyekszenek lépni. Tall belső monológjából az derül ki, hogy bár hosszú ideje hűségesen szolgál a seregben, elismerést nem nagyon kapott érte. Számára talán ez az utolsó kiugrási lehetőség, amiben kitüntetheti magát, ha sikerül győzelmet elérnie.
A hadosztály gond nélkül partra száll, és sokáig nyomát sem látják a japánok jelenlétének. Egy helyen azonban két megcsonkított amerikai katona holttestére bukkannak. Majd megérkeznek a „210-es hegy”-hez, ahol a japánok földbe ásott bunkerekben gépfegyverekkel védi a hegycsúcsot. Mivel a völgynek az a része, ahol megközelíthető a csúcs, a látóterükben van, bármely szárazföldi támadást könnyedén megsemmisítenek. Ennek eléréséhez aknavetőket is bevetnek.
Az amerikai csapat a partraszállás utáni reggelen támadást indít, azonban a gépfegyverek szinte mindenkit lekaszálnak. Az első halottak között van Whyte alhadnagy is (Jared Leto), aki a támadó csapatot vezette.
A csata közben Tall ezredes (aki a távolból, látcsővel figyeli az eseményeket és rádión adja ki az utasításait) arra ad parancsot Staros századosnak (Elias Koteas), hogy indítson frontális támadást a bunkerek ellen, bármilyen emberi veszteség árán. Staros ezt többszöri felszólításra is megtagadja, és azzal érvel, hogy nem akarja mészárszékre vinni az embereit. Tall emiatt a helyszínre érkezik, hogy közelebbről láthassa a helyzetet. Ekkor úgy tűnik, a japán védekezés kevésbé heves, mint korábban volt. Tall mindenkit ismer, és próbálja buzdítani őket a harcra. Staros elmondja neki négyszemközt, hogy az embereknek vízre van szükségük, különben nem tudnak harcolni. Tall megígéri a vizet, de a harc folytatását sürgeti, hogy ne törjön meg a katonák harci lendülete.
Ugyanekkor Witt, aki addig sebesültszállítóként tevékenykedett és több embert megmentett, azt kéri, hogy ő is fegyverrel harcolhasson, amire meg is kapja az engedélyt.
Egy hétfős felderítőcsapat azt a parancsot kapja, hogy derítsék fel a bunkerek környékét és határozzák meg azok pozícióját, hogy ágyúzni tudják azokat. Bell közlegény (Ben Chaplin) vezetésével kiderítik, hogy öt gépfegyver van a bunkerekben. Az általuk eldobott kézigránátok és az ágyúzás csak kevés kárt okoz a bunkerekben. Ezért Gaff százados (John Cusack) azt a parancsot kapja, hogy kerítse be a bunkereket és oldalról támadjon. Bell vállalkozik rá, hogy mutatja az utat, mivel ő már járt arra.
Az akció sikerrel jár, a bunkerben lévőket kézigránátokkal megsemmisítik, a támadókat lelövik. Jó néhány japán hadifoglyot ejtenek. A japánok rosszul tápláltak és belefáradtak a harcba.
A történetben eddig is és ezután is nagy szerepet kap egyes szereplők belső monológja, ami korábbi személyes életükkel foglalkozik és erkölcsi kérdésekre keresi a választ.
Tall felmenti Starost parancsmegtagadás miatt, de mivel a csata sikeres volt, ezért megígéri, hogy nem állítja hadbíróság elé, bár ennek önző okai vannak, hiszen ez nem mutatna jól az ő jelentésében. Még Staros kitüntetését is kilátásba helyezi, ha az eltávozik. Staros beleegyezik a döntésbe. Távozása előtt az emberei elismerésüket fejezik ki neki, hogy nem hagyta őket meghalni.
Közben Bell közlegény levelet kap a feleségétől, aki megírja neki, hogy már mást szeret, és Bell beleegyezését kéri a váláshoz.
Witt a szigeten egy bennszülött törzset talál, azonban azt látja, hogy a háború borzalmai ide is elértek.
Az egységet a sziget belsejébe vezénylik, hogy biztosak legyenek benne: nincs több japán a szigeten. Fife tizedes (Adrien Brody), Coombs közlegény és Witt felderítik a területet, és váratlanul egy nagyobb létszámú, jól felszerelt japán egységbe botlanak, ezért csendben vissza kell vonulniuk. Coombs közlegényt lövés éri, ezért elrejtve ott hagyják, Fife tizedes visszaér csapatához, és jelenti az ellenséges erőket, Witt pedig maga után csalja a japánokat. Végül egy tisztáson körülveszik, ahol japán nyelven megadásra szólítják fel, ő azonban megemeli puskáját, mire agyonlövik.
A csapat később megtalálja Witt holttestét és eltemetik.
A történet egy új századparancsnok érkezésével ér véget (George Clooney), aki optimista és naiv beszédet tart a katonáknak, majd a csapat elhagyja a szigetet.

## Szereplők
| Színész          | Szerep                         | Magyar hangja        |
| ---------------- | ------------------------------ | -------------------- |
| James Caviezel   | Witt közlegény                 | Selmeczi Roland      |
| Nick Notle       | Gordon Tall ezredes            | Reviczky Gábor       |
| Sean Penn        | Edward Welsh őrmester          | Epres Attila         |
| Elias Koteas     | James "Bugger" Staros százados | Kaszás Attila        |
| Penelope Allen   | Witt anyja                     | Sz. Nagy Ildikó      |
| Adrien Brody     | Fife közlegény                 | Katona Zoltán        |
| Woody Harrelson  | Keck őrmester                  | Stohl András         |
| John Cusack      | John Gaff százados             | Forgács Péter        |
| John Travolta    | Quintard tábornok              | Csankó Zoltán        |
| John C. Reily    | Storm őrmester                 | Csuja Imre           |
| John Savage      | McCron őrmester                | Sörös Sándor         |
| George Clooney   | Gaff százados                  | Szabó-Sipos Barnabás |
| Ben Chaplin      | Bell közlegény                 | Fazekas István       |
| Nick Stahl       | Beade tizedes                  | Simonyi Balázs       |
| Miranda Otto     | Marty Bell                     | Tallós Rita          |
| Dash Mihok       | Doll őrvezető                  | Galambos Péter       |
| Tim Blake Nelson | Tills közlegény                | Pálmai Szabolcs      |
| Jared Leto       | Whyte alhadnagy                |                      |

## A film készítése

### Forgatókönyv
A New Yorkban tevékenykedő filmproducer, Bobby Geisler először 1978-ban kereste meg Malickot egy filmadaptáció ötletével, ami David Rabe In the Boom Boom Room darabján alapult volna. Malick elvetette az ötletet, helyette felvetette, hogy Joseph Merrickről készítsenek filmet, de amikor tudomására jutott David Lynch Elefántember-e, erről is lemondott.
1988-ban Párizsban Geisler és John Roberdeau találkoztak Malickkal, egy film megírásáról és rendezéséről tárgyaltak vele, ami D. M. Thomas 1981-es regényén, a The White Hotel-en alapult volna. Malick visszautasította az ajánlatot, és helyette elvállalta, hogy elkészítené vagy Molière Tartuffe-jének adaptációját, vagy James Jones 1962-es The Thin Red Line című regényét vinné színre. A producerek ez utóbbit választották és 250 000 dollárt fizettek Malicknak a forgatókönyv megírásáért.
Malick 1989. január 1-jén látott neki a forgatókönyv megírásának. Öt hónappal később a producerek megkapták az első vázlatot, ami 300 oldalas volt.
Az Entertainment Weekly egyik cikke szerint a producerek azzal nyerték el Malick bizalmát, hogy megígérték neki, mindent a saját ízlése szerint készíthet el.

A munkához olyan ismeretlen kutatási anyagokat szereztek meg neki, mint a Reptiles and Amphibians of Australia című könyv („Hüllők és kétéltűek Ausztráliában”), a Kodo japán dobegyüttes hangfelvétele, a rejtjelzésre használt navahó indiánok anyagai.

A producerek sok időt töltöttek azzal, hogy Malick elképzeléseit beszélték meg a filmmel kapcsolatban. Geisler azt mondta, hogy a film egy „Elveszett Paradicsom”, egy „Édenkert”, amit a háború megerőszakol. A legtöbb erőszak átvitten jelenik meg. Nem a lelőtt katona véres arcát látjuk, hanem egy kidőlő fát, vagy egy törött szárnnyal vergődő madarat. Malick éveket töltött más projekteken dolgozva, köztük színre vitte a Sansho the Bailiff-et és megírta a The English-Speaker forgatókönyvét, ezekre 2 milliót elköltött a producerek pénzéből. 1990-ben találkozott James Jones lányával, Kaylie-val és Jones özvegyével, Gloriával, akikkel a The Thin Red Line filmadaptációjáról beszélgettek.
Medavoy-nak, Malick ügynökének volt egy megállapodása a Sony Pictures-szel és Malick elkezdte a helyszín keresését, először Panamában és Costa Ricában, végül észak-Ausztrália esőerdeiben találta meg a megfelelőt.
1997 áprilisában, a forgatás tervezett megkezdése előtt három hónappal a Sony kiszállt a projektből, miközben a díszleteket már építették. A stúdió új elnöke, John Calley úgy gondolta, hogy Malick képtelen lesz a tervezett 52 milliós költségvetés keretein belül maradni. Malick elutazott Los Angelesbe az ügynökével, Medavoy-jal, hogy különböző stúdiókkal tárgyaljanak. A 20th Century Fox beleegyezett, hogy 39 millióval beszáll, azzal a feltétellel, hogy Malick 10 filmsztárból legalább 5-öt megszerez. A Pioneer Films, egy japán cég 8 milliót adott, a Phoenix (Medavoy cége) újabb 3 milliót.

### Szereplőválogatás
Amikor Sean Penn és Malick találkozott, Sean azt mondta neki: „Adj egy dollárt és mondd meg, hova álljak.”
A forgatókönyvet megkapta Robert De Niro, Robert Duvall és Tom Cruise is.
Amikor 1995-ben híre ment, hogy Malick sok év után újra filmet forgat, számos színész megkereste őt. Ugyanebben az évben Medavoy házában olvasópróbát tartott Martin Sheen (aki ötleteket adott a színrevitelre), továbbá Kevin Costner, Will Patton, Peter Berg, Lukas Haas és Dermot Mulroney, akik a főbb szerepeket játszották volna.
1995 júniusában egy ötnapos munkaértekezletet tartottak Brad Pitt közreműködésével, később Malick az érdeklődő Johnny Depp-pel is találkozott a Book Soup Bistro-ban, a Sunset Strip-en.
Edward Norton Austinba repült (Texas állam), hogy találkozzon Malickkal, aki le volt nyűgözve a színész alakításától a Legbelső félelem (Primal Fear) próbafelvételén.
Matthew McConaughey egy szabadnapot vett ki Ha ölni kell (A Time to Kill) forgatása közben, hogy találkozhasson Malickkal. Példáját mások is követték, köztük William Baldwin, Edward Burns, Josh Hartnett, Philip Seymour Hoffman, Stephen Dorff és Leonardo DiCaprio. Utóbbi Mexikóból utazott hozzá, ahol a Rómeó és Júliát forgatta. Az austini repülőtér American Airlines várójában találkoztak.
Mielőtt a szereposztás véglegessé vált, Nicolas Cage Malickkal ebédelt 1996 februárjában Hollywoodban. Amikor azon a nyáron Malick a helyszínt kereste, megpróbált telefonon beszélni Cage-dzsel, de az soha nem vette fel a telefont. Ezen Malick megsértődött, és ejtette Cage-et a szereplők közül.
Malick szerette volna, ha Tom Sizemore is szerepel a filmben, és a színész beleegyezett. Azonban ugyanekkor Sizemore egy jelentősebb szerepre kapott ajánlatot a Ryan közlegény megmentése című Spielberg-filmben, és miután napokig nem tudott beszélni Malickkal, inkább amazt választotta.
Hogy a stúdió kedvébe járjon, Malick George Clooney-nak is szánt egy apró szerepet, bár azok aggodalmukat fejezték ki, mivel Clooney szinte csak a film legvégén tűnik fel.
James Caviezel, aki Witt közlegényt játssza a filmben és szinte főszerepet játszik, a karrierjében való fordulópontnak nevezte a filmben való szereplést.
John Toll operatőr 1996 augusztusában kezdett telefonon tárgyalni Malickkal a filmről.

Toll és Malick 1996 szeptemberében találkoztak, amikor Malick azt kérte, hogy a filmet 1997 elején kezdjék el. Malick és Toll 1997 februárjában kezdtek helyszínt keresni a filmhez.

## Díjak és jelölések
- Oscar-díj
  - 1999 jelölés: legjobb film – Robert Michael Geisler, John Roberdeau, Grant Hill
  - 1999 jelölés: legjobb rendező – Terrence Malick
  - 1999 jelölés: legjobb adaptált forgatókönyv – Terrence Malick
  - 1999 jelölés: legjobb operatőr – John Toll
  - 1999 jelölés: legjobb eredeti filmzene – Hans Zimmer
  - 1999 jelölés: legjobb vágás – Billy Weber, Leslie Jones, Saar Klein
  - 1999 jelölés: legjobb hangkeverés – Andy Nelson, Anna Behlmer, Paul Brincat
- Berlini Nemzetközi Filmfesztivál
  - 1999 díj: Arany Medve – Terrence Malick
  - 1999 díj: Különdíj-Kamera munkájáért John Toll
  - 1999 3. díj: Berlin Morgenpost – Terrence Malick
- César-díj
  - 2000 jelölés: legjobb külföldi film – Terrence Malick

## Fordítás
- Ez a szócikk részben vagy egészben  a   The Thin Red Line (1998 film) című angol Wikipédia-szócikk fordításán alapul.  Az eredeti cikk szerkesztőit annak laptörténete sorolja fel. Ez a jelzés csupán a megfogalmazás eredetét és a szerzői jogokat jelzi, nem szolgál a cikkben szereplő információk forrásmegjelöléseként.